# Cameroun aux Jeux du Commonwealth
Devenu membre du Commonwealth des Nations en 1995, le Cameroun a participé à toutes les éditions des Jeux du Commonwealth depuis ceux de 1998. Le pays a obtenu à ce jour trente-quatre médailles, dont dix en or. Neuf de ces médailles d'or ont été obtenues par trois haltérophiles (Tientcheu Dabaya, Madeleine Yamechi et David Matam) aux Jeux de 2002 à Manchester. 

## Médailles
Résultats par Jeux :
| Année | Médaille d'or | Médaille d'argent | Médaille de bronze | Total |
| ----- | ------------- | ----------------- | ------------------ | ----- |
| 1998  | 0             | 3                 | 3                  | 6     |
| 2002  | 9             | 1                 | 2                  | 12    |
| 2006  | 0             | 1                 | 2                  | 3     |
| 2010  | 0             | 2                 | 4                  | 6     |
| 2014  | 1             | 3                 | 3                  | 7     |
| Total | 10            | 10                | 14                 | 34    |

Médaillés d'or camerounais aux Jeux :
| Nom               | Jeux | Discipline    | Épreuve                    | Résultat                 |
| ----------------- | ---- | ------------- | -------------------------- | ------------------------ |
| Tientcheu Dabaya  | 2002 | Haltérophilie | 69 kg hommes - arraché     | 140 kg (record des Jeux) |
| Tientcheu Dabaya  | 2002 | Haltérophilie | 69 kg hommes - épaulé-jeté | 170 kg (record des Jeux) |
| Tientcheu Dabaya  | 2002 | Haltérophilie | 69 kg hommes - combiné     | 310 kg (record des Jeux) |
| Madeleine Yamechi | 2002 | Haltérophilie | 69 kg femmes - arraché     | 100 kg (record des Jeux) |
| Madeleine Yamechi | 2002 | Haltérophilie | 69 kg femmes - épaulé-jeté | 130 kg (record des Jeux) |
| Madeleine Yamechi | 2002 | Haltérophilie | 69 kg femmes - combiné     | 230 kg (record des Jeux) |
| David Matam       | 2002 | Haltérophilie | 85 kg hommes - arraché     | 155 kg                   |
| David Matam       | 2002 | Haltérophilie | 85 kg hommes - épaulé-jeté | 185 kg                   |
| David Matam       | 2002 | Haltérophilie | 85 kg hommes - combiné     | 340 kg                   |
| Marie Fegue       | 2014 | Haltérophilie | 69 kg femmes               | 234 kg                   |